# لیزا کالتنگر
لیزا کالتنگر (انگلیسی: Lisa Kaltenegger؛ زادهٔ ۴ march ۱۹۷۷ (۴۸ سال)) اخترشناس اتریشی است که در مدل‌سازی و توصیف سیارات فراخورشیدی و جستجوی حیات تخصص دارد. در اول ژوئیه ۲۰۱۴، او به عنوان استادیار نجوم در دانشگاه کرنل منصوب شد. پیش از این، او سمت مشترکی در مؤسسه نجوم ماکس پلانک در هایدلبرگ داشت، جایی که رهبر گروه تحقیقاتی امی نتر برای گروه «ابرزمینها و حیات» بود، و همچنین در مرکز اخترفیزیک هاروارد-اسمیتسونین در کمبریج، ماساچوست فعالیت می‌کرد. او در سال ۲۰۰۸ در دانشگاه هاروارد و در سال ۲۰۱۱ در دانشگاه هایدلبرگ به عنوان مدرس منصوب شد. وی همچنین برندهٔ جوایزی همچون جایزه هاینتس مایر لایبنیتس شده است.

## حرفه آکادمیک
کالتنگر در سال ۱۹۹۹ مدرک کارشناسی اخترفیزیک را از دانشگاه کارل فرانتس در گراتس اتریش دریافت کرد؛ در سال ۲۰۰۱ مدرک کارشناسی ارشد فیزیک و مهندسی را از دانشگاه فناوری گراتس گرفت؛ و در سال ۲۰۰۵ دکترای اخترفیزیک را از دانشگاه کارل فرانتس اخذ کرد. دکترای او با عنوان «تحت حمایت رئیس‌جمهور» توسط رئیس‌جمهور اتریش اعطا شد.
کالتنگر به دلیل مطالعاتش دربارهٔ جو سیارات فراخورشیدی، به ویژه سیارات شبه‌زمینی شناخته شده است و پیشگام در مطالعه زمین به عنوان یک شیء نجومی در حال تکامل در زمان محسوب می‌شود. او تغییر در اثر انگشت طیفی زمین را به عنوان مقایسه‌ای با مراحل تکاملی سیارات فراخورشیدی شبه‌زمینی بررسی کرد تا یک «جدول شناسایی بیگانه» ایجاد کند - با اشاره به این که همان‌طور که زیست‌شناسی و زمین‌شناسی زمین را در طول اعصار تغییر می‌دهند، ظاهر آن برای تلسکوپی که از ستاره‌های دوردست آن را مشاهده می‌کند نیز تغییر می‌کند. او همچنین توانایی تلسکوپ‌های آینده مانند تلسکوپ فضایی جیمز وب را برای تشخیص شواهد حیات با استفاده از زیست‌نشانگرهای طیفی (زیست‌امضاها) بررسی کرد و در سال ۲۰۰۹ اولین طیف‌های زمین را که به عنوان یک سیاره فراخورشیدی در حال گذر دیده می‌شد، تولید کرد و نتیجه گرفت که این یک مسئله دشوار برای JWST خواهد بود و تلسکوپ‌های بزرگتر آینده برای یافتن نشانه‌های حیات در بسیاری از سیارات مورد نیاز هستند.
در سال ۲۰۰۹، کالتنگر دربارهٔ چگونگی تعیین قابلیت سکونت برای قمرهای اطراف سیارات غول‌پیکر بحث کرد که همزمان با پیشنهاد چنین قمری در فیلم آواتار بود.
در سال ۲۰۱۰، کالتنگر بررسی کرد که آیا می‌توانیم فعالیت‌های زمین‌شناسی را که برای قابلیت سکونت بسیار مهم هستند، در سیارات فراخورشیدی مشاهده کنیم، و دریافت که حدود ۱۰ برابر فوران‌های پیناتوبو را می‌توان در اطراف نزدیک‌ترین سیارات فراخورشیدی تشخیص داد، که به ما نشان می‌دهد آیا سیارات دیگر شبیه به زمین ما هستند یا خیر. در سال ۲۰۱۱، او تیمی را رهبری کرد تا اثر انگشت طیفی گلیس ۵۸۱ دی را مدل‌سازی کنند، یکی از اولین سیارات کوچک کشف شده با روش سرعت شعاعی که در منطقه قابل سکونت ستاره خود قرار دارد.
در سال ۲۰۱۳، کالتنگر بخشی از تیمی بود که کشف دو سیاره بالقوه قابل سکونت کپلر را با شعاع کمتر از ۲ برابر شعاع زمین در منطقه قابل سکونت ستاره‌هایشان، کپلر ۶۲e و کپلر ۶۲f اعلام کردند و بررسی کردند که آیا این سیارات هنوز هم می‌توانند قابل سکونت باشند و طیف‌های آنها در صورت جهان‌های آبی چگونه به نظر می‌رسند.
در سال ۲۰۲۱، کالتنگر و جی.کی. فاهرتی ۱۷۱۵ ستاره (با سیستم‌های سیاره‌ای احتمالی مرتبط) را در فاصله ۳۲۶ سال نوری (۱۰۰ پارسک) شناسایی کردند که از نظر موقعیتی دیدگاه مطلوبی نسبت به منطقه گذر زمین (ETZ) دارند و می‌توانند زمین را به عنوان یک سیاره فراخورشیدی در حال گذر از مقابل خورشید از آغاز تمدن بشری (حدود ۵۰۰۰ سال پیش) تشخیص دهند؛ انتظار می‌رود ۳۱۹ ستاره دیگر در ۵۰۰۰ سال آینده به این دیدگاه ویژه برسند.
کالتنگر چهار سال در شورای اجرایی گروه تحلیل برنامه اکتشاف سیارات فراخورشیدی ناسا (Exo-PAG) خدمت کرد و بخشی از تیم علمی ماهواره بررسی سیارات فراخورشیدی گذری (TESS) و FGS/NIRISS است. کالتنگر بنیان‌گذار و مدیر فعلی مؤسسه کارل سیگن در دانشگاه کرنل است.

## افتخارات
سیارک ۷۷۳۴ کالتنگر به نام او نامگذاری شده است. در سال ۲۰۰۷ توسط مجله اسمیتسونین به عنوان نوآور جوان آمریکا در هنر و علم انتخاب شد و جایزه پل هرتلندی برای دانشمند جوان برجسته در مرکز اخترفیزیک هاروارد-اسمیتسونین را دریافت کرد. در سال ۲۰۱۲ به عنوان الگوی EC برای کمپین زنان در تحقیقات و علوم اتحادیه اروپا انتخاب شد و جایزه هاینتس مایر-لایبنیتس در فیزیک را دریافت کرد که سالانه تنها به شش محقق جوان در تمام زمینه‌های علمی در آلمان اعطا می‌شود. در سال ۲۰۱۳ به عنوان پژوهشگر اصلی برای ابتکار سیمونز در مورد منشأ حیات و همچنین پژوهشگر اصلی برای مؤسسه علوم زمین و حیات ژاپن (ELIS) انتخاب شد. در سال ۲۰۱۴ جایزه کریستیان-دوپلر شهر سالزبورگ برای علم و نوآوری را دریافت کرد.